# Tamboril (cidade)
Tamboril é um município da República Dominicana pertencente à província de Santiago.
O município foi criado em 1900 sob o nome Peña, cujo nome se manteve até 1962, quando foi mudado para Tamboril.
Sua população estimada em 2012 era de 102 865 habitantes.